# Cyrtanthus flammosus
Cyrtanthus flammosus är en amaryllisväxtart som beskrevs av Deirdré Anne Snijman och Van Jaarsv.. Cyrtanthus flammosus ingår i släktet Cyrtanthus, och familjen amaryllisväxter. Inga underarter finns listade i Catalogue of Life.